# 마리 블레이크
마리 블레이크(Blossom Rock, 1895년 8월 21일 ~ 1978년 1월 14일)는 미국의 배우, 연극 배우, 텔레비전 배우, 영화배우이다.

## 영화
- 아담스 패밀리 (1964년)
- 베스트 맨 (1964년)
- 스몰 타운 걸 (1953년)
- 러브 네스트 (1951년)
- 모닝 비컴 일렉트라 (1947년)
- 코네티컷의 크리스마스 (1945년)
- 애보트와 코스텔로 (1945년)
- 센세이션스 오브 1945 (1944년)
- 캠퍼스 리듬 (1943년)
- 내 사랑 마녀 (1942년)
- 리멤버 더 데이 (1941년)
- 데이 뉴 왓 데이 원티드 (1940년)
- 릴 애브너 (1940년)
- 그들은 밤에 달린다 (1940년)
- 여자들 (1939년)
- 더 아시스 폴리스 오브 1939 (1939년)
- 쓰루브레드 돈 크라이 (1937년)